# 郑达庸
郑达庸（1935年7月—），中华人民共和国政治人物、外交官，1958年毕业于北京大学阿拉伯语专业。
1990年，接替郑剑英担任中华人民共和国驻伊拉克大使。1994年，由孙必干接任，其则改任中华人民共和国驻沙特阿拉伯大使，1997年退休。